# Антонов Ан-140
„Антонов Ан-140“ е сериен регионален турбовитлов самолет, използван за полети на къси и средни разстояния, разработен от АНТК Антонов.
Първият полет на аероплана е извършен на 17 септември 1997 г. Летателният апарат се произвежда в Харков, Украйна. Максималното разстояние, което може да измине, е 3700 km, а оптималният брой пътници, които може да превози, е 52 души.
Два Ан-140 са претърпели катастрофи, едната в Азербайджан, а другата в Иран, като и при двете произшествия загиват всички пасажери. Установено е, че и двата инцидента са вследствие на пилотски грешки.

## Общи сведения
„Антонов Ан-140“ е пътнически самолет, който извършва регионални полети. Аеропланът се произвежда серийно в Харковския държавен авиационен завод, собственост на Република Украйна, и са завършени 15 броя, които се използват от украински, руски, азербайджански, ирански и либийски авиокомпании. Летателният апарат е разработен, за да замени морално и физически остарелия Ан-24.